# Ca l'Hereuet (la Masó)
Ca l'Hereuet és un edifici del municipi de la Masó (Alt Camp) inclòs en l'Inventari del Patrimoni Arquitectònic de Catalunya.

## Descripció
Edifici entre mitgeres, de planta baixa i tres pisos. La disposició de la façana és simètrica. La porta d'accés és d'arc escarser i té una inscripció amb l'any 1903. A ambdós costats hi ha finestres allargades d'arc rebaixat amb ferros ornamentals. Al primer pis hi ha un balcó corregut amb barana de ferro que té tres obertures rectangulars amb motllures coronades per palmetes. Els tres balcons que ocupen el segon pis tenen una decoració similar, i al tercer pis s'obren tres finestres rectangulars. Els elements decoratius més interessants són les impostes amb motius modernistes incisos i pintats, i les mènsules d'inspiració clàssica. La façana es troba arrebossada i pintada de blanc, imitant carreus.

## Història
L'edifici es va construir l'any 1903, d'acord amb la inscripció que apareix a la porta de la façana. Es pot observar una modificació en el coronament original amb cornisa, realitzada per elevar l'alçada del tercer pis.